# Leo Fleider
Leo Fleider foi um cineasta austríaco naturalizado argentino.
Nasceu em 12 de outubro de 1913 na cidade de Hermanowa, situada na província de Galácia, no país europeu, Áustria (atualmente território polonês). Quando tinha 14 anos ele e seus familiares mudaram-se todos para a Argentina.
Na década de 40 fez seu primeiro filme como diretor executivo. logo em nas décadas 50 e 60, lançava rapidamente vários filmes. Seu primeiro filme de co-produção foi o filme "Interpol Chamando Rio".
Faleceu em 1977 em Buenos Aires, capital da Argentina.